# مالکوم گرین چیس
مالکوم گرین چِیس (انگلیسی: Malcolm Chace; ۱۲ مارس ۱۸۷۵ – ۱۶ ژوئیهٔ ۱۹۵۵) یک تنیس‌باز اهل ایالات متحده آمریکا بود.